# Thaumatoncus
Genre
Thaumatoncus est un genre d'araignées aranéomorphes de la famille des Linyphiidae.

## Distribution
Les espèces de ce genre se rencontrent en Algérie, en Tunisie, en Espagne et en France.

## Liste des espèces
Selon World Spider Catalog (version 16.5, 3/12/2015) :
- Thaumatoncus indicator Simon, 1884
- Thaumatoncus secundus Bosmans, 2002

## Publication originale
- Simon, 1884 : Les arachnides de France. Paris, vol. 5, p. 180-885 (texte intégral).